# Língua gótica
A língua gótica ou goda (*gutiska razda) era uma língua germânica oriental extinta, fazendo como tal parte da família das línguas indo-europeias, e constituindo de maneira atestada a mais antiga das línguas germânicas, apesar de não ter tido nenhum descendente moderno. Os mais antigos documentos em língua gótica datam do século IV. 
O uso da língua sofreu um declínio pela metade do século VI, devido em parte à derrota militar dos godos para os francos, à eliminação dos godos da Itália, à conversão em grande escala ao catolicismo romano (que utilizava primariamente o latim) e ao isolamento geográfico. 
A língua sobreviveu na Península Ibérica até o século VIII, tendo o autor franco Valafrido Estrabão relatado que ainda era falada na área do baixo Danúbio e em regiões montanhosas isoladas da Crimeia no início do século IX. Os termos parecendo pertencer ao gótico encontrados em manuscritos posteriores (século XVI) na Crimeia não parecem pertencer à mesma língua. A existência atestada deste corpus arcaico torna a língua gótica um objeto de interesse em Linguística comparada.

## História
O gótico foi a língua de dois povos germânicos: os visigodos e os ostrogodos. Os mais antigos textos germânicos, excetuando-se umas poucas inscrições rúnicas, são fornecidos por esta língua. Esses textos são procedentes da tradução que Úlfilas fez da Bíblia no século IV e de outros materiais do século VI.
A história primitiva dos godos é obscura. Tradicionalmente o historiador do século VI Procópio afirma que se deslocaram a partir de Gotlândia no leste da Suécia até a região costeira próxima à desembocadura do rio Vístula  no século I a.C.; Tácito informa a existência dos gutões até o ano 98 na mesma região. Até o ano 200 emigraram até a região meridional da Rússia, alcançando o Mar Negro, na região do Mar de Azov. Pode-se distinguir dois grupos: os visos (visi; "bons") e os ostrogodos (godos orientais). Posteriormente a designação visigodos se introduziu e foi interpretada como “godos ocidentais”, pois geograficamente estavam localizados no lado oriental do Império Romano e após a queda dos romanos na Península Ibérica a partir do século V junto com outros grupos germânicos, de cujas línguas só são conhecidos os nomes (burgúndios, vândalos etc.). Os godos e sua língua são enquadrados entre os germânicos orientais, em contraste com os povos germânicos setentrionais e suas línguas da Escandinávia e os germânicos ocidentais da Europa central.
No século IV os godos estavam em estreito contato com o Império Romano Oriental; os cativos das batalhas eram cristianizados e a nova religião era introduzida por outros meios também. Os avós de Úlfilas foram feitos cativos em uma incursão romana no povoado de Sadagoltina, na Capadócia, no ano de 264 o que leva a supor que Úlfilas foi educado na fé cristã. No ano de 336 viajou como parte de uma delegação à corte imperial e ali abraçou a doutrina ariana em sua forma homoiana. Por esta razão, quando Úlfilas retorna ele leva consigo esta forma de cristianismo, do que pode-se supor que os godos se fizeram arianos e quando invadiram o Império Romano, fundaram reinos cuja inspiração religiosa é desta índole. O fim político e militar dos godos ocorre em 555 quando os ostrogodos são derrotados pelo general Belisário e no ano de 711 quando os visigodos na Espanha são derrotados pelos exércitos muçulmanos.

## Estudos sobre o assunto
- W. H. Bennett, An Introduction to the Gothic Language, New York, 1980
- W. Braune - E. Ebbinghaus, Gotische Grammatik, 1966, Tübingen
- Fausto Cercignani, The Reduplicating Syllable and Internal Open Juncture in Gothic, em Zeitschrift für vergleichende Sprachforschung, 93/1, 1979, 126-132
- Fausto Cercignani, The Development of the Gothic Short/Lax Subsystem, em Zeitschrift für vergleichende Sprachforschung, 93/2, 1979, 272-278
- Fausto Cercignani, Alleged Gothic Umlauts, em Indogermanische Forschungen, 85, 1980, 207-213
- Fausto Cercignani, The Enfants Terribles of Gothic Breaking: hiri, aiþþau, etc., em The Journal of Indo-European Studies, 12/3-4, 1984, 315-344
- Fausto Cercignani, The Development of the Gothic Vocalic System, em Germanic Dialects: Linguistic and Philological Investigations, zorge de Bela Brogyanyi i Thomas Krömmelbein, Amsterdam/Philadelphia, Benjamins, 1986, 121-151.
- W. Krause, Handbuch des Gotischen, 1968, München.
- F. Mossé, Manuel de la langue gotique, Aubier Éditions Montaigne, 1942
- Walter William Skeat, A Moeso-Gothic glossary, London, 1868
- Irmengard Rauch, Gothic Language: Grammar, Genetic Provenance and Typology. Readings, Peter Lang Publishing Inc., 2011
- Wilhelm Streitberg, Die gotische Bibel , 1965, Heidelberg
- Joseph Wright, Grammar of the Gothic language, Oxford, 1981